# Russet Hills
Russet Hills är en kulle i Antarktis. Den ligger i Östantarktis. Nya Zeeland gör anspråk på området. Toppen på Russet Hills är 1 868 meter över havet.
Terrängen runt Russet Hills är kuperad norrut, men söderut är den platt. Terrängen runt Russet Hills sluttar västerut. Trakten är obefolkad. Det finns inga samhällen i närheten.